# Мезенівський цукровий завод
Мезенівський цукровий завод — підприємство цукрової промисловості, що знаходилося в селі Мезенівка Краснопільського району Сумської області. Він пропрацював з 1848 до 2000 років.

## Історія заснування
Мезенівський цукровий завод був побудований в 1848 р. на одній стороні балки, де протікав струмок, який впадав у р. Пожня. Завод являв собою дерев'яне приміщення, де знаходилися чавунні котли і поставлена піч для обпалювання вапнякового каменю. Усі роботи велися вручну кріпаками, які завозилися з Курської губернії. У 1868 р. Мезенівський цукровий завод був куплений Терещенками за безцінь за відсутності дармової робочої сили. Його довелося механізувати, був установлений кінний привіз до носіїв, а в подальшому до центрифуг, але завод не дав таких прибутків, яких потрібно було господарю, та й обладнання, й приміщення прийшли в негідність, тому Бродський- керівник заводу, застрахував його на солідну суму.

## Відбудова заводу
Відомо, що у 1907 р. два брати Василь і Марко Ганжали підпалили завод, який згорів до тла. За одержані кошти від страхової компанії в 1909 р. був побудований новий завод. При цьому було встановлене нове на той час обладнання, а саме: парові котли, пасрову машину, випарні апарати, дифузію.
У 1917 р. спалахнуло повстання праціників Мезенівського цукрового заводу. Лозунг «Царя немає, вся влада радам» по-різному сприймали на місцях: розпочалися погроми панських маєтків, заводів, фабрик. Озброєні обрізами, кілками, вилами, селяни 10 березня 1918 р. вирішили розгромити Мезенівський цукровий завод, але зустріли збройний опір робітників. Так завод було врятовано.
У жовтні 1919 р. цукровий завод був націоналізований. Виросла зацікавленість робочих в підвищенні продуктивності заводу. Якщо 1910 р. його продуктивність по переробці буряка склала 4 тис. центнерів на добу, то вже у 1920 р. 5 тис. тон. Завод виробляв 600—650 центнерів цукру за добу.
У 1936 р. на цукровому заводі проводилися модернізація. Були замінені випарні апарати першого продукту, збільшена продуктивність дифузії. Його продуктивність по переробці буряка виросла до 6 тис. тон цукру. У 1941 р. основне обладнання цукрового заводу було евакуйоване в Казахстан.

## Післявоєнний період
Після визволення села Мезенівка, завод упродовж 6 місяців відновив роботу. Інженерні працівники Багацький Ю. Ф., Косенко В. С.. Недайхліб Т. Г. та інші працівники підприємства не жаліючи сил, здоров'я, своїми руками відбудували завод у важкий повоєнний час. Не дивлячись на те, що завод мав деяку енергетичну базу, в ньому переважала більше ручна праця. Тільки в котельні працювало на одній зміні 30 чоловік, він постійно підвищував продуктивність.
У 1963 р. продуктивність заводу по переробці буряка складала 7300 центнерів за добу. Вихід становив 13-16 %. У 1964 р. завод був підключений до державної енергосистеми, що значно покращило працю робітників, сприяло підвищенню продуктивності праці. Починаючи з цього в заводі тривала реконструкція. У 1965 р. завод переведено на рідке паливо, а в 1967 р.- обладнаний на приймання буряка без ручної допомоги. У 1970 р. проведена рекострукція очисних очисних споруджень, у 1972 р.- рекострукція котельної, у 1973 р.- будівництво нової газової печі з вапняковим відділенням, у 1976 р.- встановлений дифузійний апарат безперевної дії, встоновлені центрифуги, бурякорізки. У 1979 р. з метою зменшення збитків цукрового буряка при зберіганні і подачі, була побудована сплавна площадка загальною площею твердого покриття більш 3 тис. м². У 1984 р. був побудований новий цех по прийому і переробці цукрового буряку.

## Занепад заводу
Більшість часу, з березня 1968 р. по березень 1996 р. Мезенівським цукровим заводом керував Лелюк Іван Андрійович. Але у 2000 р. завод за рішенням Сумської арбітражного суду визнаний банкрутом. Після цього почався його процес ліквідації.

## Цікаві факти
Для встановлення більш повної картини функціонування заводу за радянський час, було опитано кількох його колишніх працівників, які і зараз мешкають у с. Мезенівка.

Колишній працівник Мезенівського цукрового заводу Хрупа Іван Якович згадує ті часи так:
«Я випускав високоякісну продукцію, яка використовувалася попитом не тільки в СРСР, а й у країнах соціалістичної співдружності. Завод забезпечував своїх працівників харчуванням завдяки власній заводській їдальні, а також товарами широкого вжитку. При мені були побудовані заводські магазини та хлібопекарня, яка забезпечувала хлібом не тільки робітників заводу а й усе село».
Антоненко Анатолій Михайлович, колишній головний технолог заводу пригадав:
«Я можу відмітити величезну роль заводу в будівництві будинків по вулиці імені 40- років Перемоги, лазні, дитячого садка, лікарні. гуртожитку, клубу, пошти. Усі ці житлові приміщення опалювалися за рахунок заводської котельні. Також наголошую на тому, що цукровий комбінат неодноразово займав призові місця серед цукрових заводів не тільки в УРСР. але й усього СРСР. Він був нагороджений перехідними вимпелями Міністерства харчової промисловості. Серед негативних моментів можу зазначити, що не була побудована залізнична колія, що затрудняло доставку буряка в завод; були великі затрати енергоносіїв палива».
Колишній слюсар заводу Борщ Василь Тимофійович розповів:
«Я наголошую на тому, що завдяки дбайливому керівництву, було зроблено генеральну рекострукцію в заводі: перероблено мийку, поставлено нову дифузію, проведено прродний газ та побудовано сплавні площадки. Але я вказую на те, що, маючи старі очисні споруди, завод завдав шкоди навколишньому середовищу: забруднювався місцевий ставок і р. Пожня».